# Bradford (Pensilvânia)
Bradford é uma cidade localizada no estado norte-americano de Pensilvânia, no Condado de McKean.

## Demografia
Segundo o censo norte-americano de 2000, a sua população era de 9175 habitantes. 
Em 2006, foi estimada uma população de 8578, um decréscimo de 597 (-6.5%).

## Geografia
De acordo com o United States Census Bureau tem uma área de 
8,9 km², dos quais 8,9 km² cobertos por terra e 0,0 km² cobertos por água. Bradford localiza-se a aproximadamente 464 m acima do nível do mar.

## Localidades na vizinhança
O diagrama seguinte representa as localidades num raio de 24 km ao redor de Bradford. 